# Savoyaarden
De Savoyaarden zijn een Arpitaanse groep uit het westelijk alpengebied, die vanaf het jaar 1003 het territorium Savoye bewonen. De Savoyaarden zijn de historische bewoners van het Graafschap Savoye (1003-1416), het Hertogdom Savoye (1416-1860) en de huidige bewoners van de Franse departementen Savoie en Haute-Savoie (sinds 1860). Er zijn ongeveer 1 miljoen Savoyaarden, maar de savoyaardse taal wordt door minder dan 20.000 mensen beheerst.

## Algemene definities
Volgens het Nederlandstalig woordenboek heeft het woord "Savoyaard" twee betekenissen:
1. Bewoner van iemand uit Savoye;
2. Eertijds jongen uit die streek die rondtrok als schoorsteenveger of geld verdiende door te bedelen met een marmot.

De term Savoyaard is eigenlijk een scheldnaam. Het oorspronkelijke woord is Savoisien. Merk op dat in het Frans de woorden op -ard, net als in alle andere Nederlandse woorden die eindigend op -aard een negatieve betekenis hebben, bijvoorbeeld: grijsaard, bastaard of gierigaard. De inwoners van Savoye hebben dit als geuzennaam overgenomen, behalve de mensen die het idee van een onafhankelijke staat Savoye steunen en benadrukken dat de term een scheldnaam van buitenaf is en door hen enkele malen als beledigend kan worden ervaren.

## Geschiedenis
Er wordt over het algemeen aangenomen dat de autochtone Savoyaarden afstammelingen zijn van de Arpetaarse en Keltische stammen, en later ook de Romeinen, Germanen (Franken en de Bourgondiërs). De Savoyaardse geschiedenis zoals wij die kennen gaat terug tot elf eeuwen na Christus. Kronieken vermelden dat Humbert Withand, die als eerste leider van de Savoyaarden wordt gezien, in 1027 het land Savoye stichtte.
De voormalige Franse president Nicolas Sarkozy is via grootmoeders kant, deels een Savoyaard.

### Schoorsteenvegers

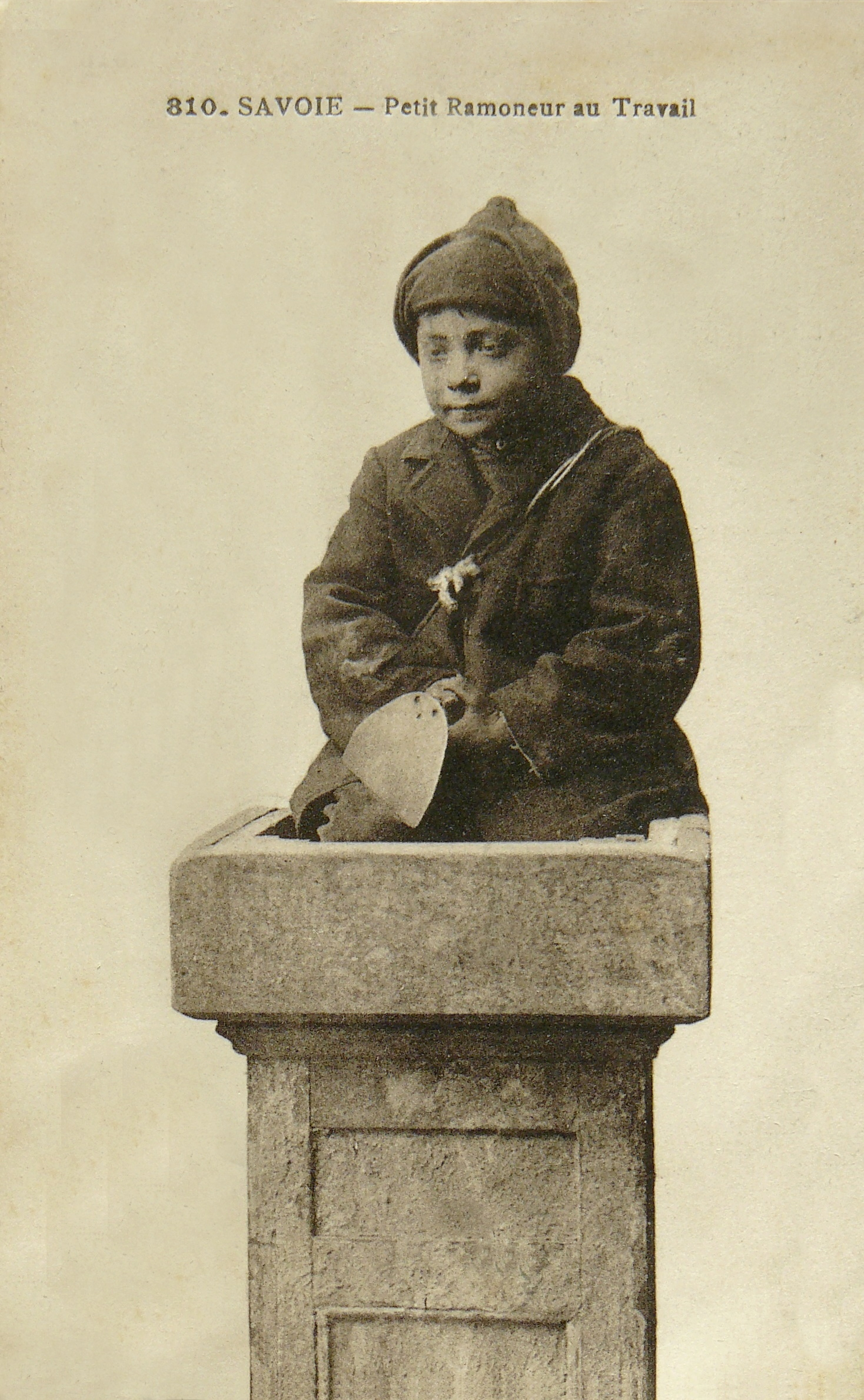
Een oude ansichtkaart met een kleine Savoyaardse schoorsteenveger (1910).

Het Savoyaardse volk was zeer bedreven in het vegen van schoorstenen. De Savoyaarden stonden in de 18e, 19e eeuw en begin 20e eeuw erom bekend hun dorpen 's winters te verlaten om als gastarbeider in welvarende gebieden te gaan werken als schoorsteenveger.
In een streek met strenge winters, maar met grote gezinnen zijn de ouders blij als hun kinderen ook wat geld kunnen binnenbrengen. Dit deden de kinderen vaak in dienst treden als schoorsteenvegertje. Ervaren oudere schoorsteenvegers rekruteerden uit zeer jonge kinderen vanaf 6 jaar, een ploeg van drie tot zes gezonde jongens, hoewel er soms ook vermomde meisjes meegingen. Het werkterrein lag vooral in de grote Franse steden, maar ook in andere landen als bijvoorbeeld België, Duitsland of Nederland. De samengestelde ploeg bleef de hele winter weg, om in mei terug te keren, zodat de kinderen ’s zomers de overige familieleden mee konden helpen op de velden. Het schoorsteenvegertje wordt tegenwoordig gepromoot als embleem van de natuurlijke regio Savoie-Mont Blanc, maar achter dat guitige schoorsteenvegertje schuilt een minder vrolijke realiteit.
Van begin 19de eeuw tot rond 1914 is het begrip "savoyaer" in de Oost-Vlaamse dialecten een synoniem voor "schoorsteenveger", omdat veel schoorsteenvegers uit Savoye kwamen.

## Verspreiding

### Zuid-Amerika
Al in de 19e eeuw zijn er Savoyaarden naar Zuid-Amerika verhuisd. Vooral na de omstreden annexatie aan Frankrijk in 1860 zijn veel Savoyaarden naar Argentinië en Uruguay geëmigreerd. Er ontstonden complete plaatsen volledig bestaande uit Savoyaarden die zowel Spaans als Arpitaans naast elkaar spraken.

## Enkele bekende Savoyaarden
Bekende Savoyaarden of personen van Savoyaardse afkomst:
- Désiré Dalloz, jurist
- Francesco Denanto, schilder
- Adrien Alexis Fodéré, bisschop
- Sébastien Frey, voetbalkeeper
- Diego Fuser, voetballer
- Dolly Golden, pornoster
- René Girard, hoogleraar
- Jean-Baptiste Grange, alpineskiër
- Vanessa Gusmeroli, waterskiester
- Grégory Lemarchal, zanger
- Christophe Lemaitre, atleet
- Joseph de Maistre, politicus, schrijver en filosoof
- Xavier de Maistre, militair, kunstschilder en schrijver
- Arturo Merzario, Formule-1 coureur
- Gérard Mestrallet, zakenman
- Béatrice Mouthon, triatlete
- Joseph Opinel, uitvinder Opinel
- Carlos Pellegrini, voormalig Argentijns president
- Luigi Pelloux, politicus
- Roger Piantoni, voetballer
- Yannick Ponsero, kunstschaatser
- Jean-Pierre Vidal, skiër